# Roborowski-pirók
A Roborowski-pirók (Carpodacus roborowskii) a madarak osztályának verébalakúak (Passeriformes) rendjébe és a pintyfélék (Fringillidae) családjába tartozó faj.

## Rendszerezése
A fajt Nikolai Przhevalsky orosz tábornok és geográfus írta le 1887-ben, a Leucosticte nembe Leucosticte roborowskii néven. Sorolták a Kozlowia nembe Kozlowia roborowskii néven is.

## Előfordulása
Kína és Tibet területén honos. Természetes élőhelyei a szubtrópusi vagy trópusi sziklás környezet. Állandó, nem vonuló faj.

## Megjelenése
Testhossza 18 centiméter.

## Természetvédelmi helyzete
Az elterjedési területe nem nagy, egyedszáma viszont stabil. A Természetvédelmi Világszövetség Vörös listáján nem fenyegetett fajként szerepel.